# Jadran Marinković
Jadran Marinković (1953.), hrvatski radijski voditelj i urednik na Radio Splitu

## Životopis
Rodio se je 1953. godine. Završio pomorski fakultet. 
Na Radio Splitu radio od 1980. godine. S Brunom Stivičevićem radio u gradskom uredništvu u emisiji Akcija-Reakcija, koja je bila njegov radijski početak. Tvorac je kultnih emisija Srijedom u sridu i Četvrtkom u četvrtu. Iz Splita je vodio i uređivao Pomorsku večer pune 33 godine (8. srpnja emisiji je 65. obljetnica neprekinuta emitiranja).  Jedan od prvih urednika i voditelja emisije Hrvatskoga radija  Tisuću bisera. Subotnju emisiju 2. programa Hrvatskoga radija Radio Jadran vodio je iz Splita tri godine. 
Izvjestitelj tijekom Domovinskog rata. Izvješćivao je sa slavonskih ratišta. Dvokratni sudionik konvoja Libertas.
Marinković je jedan od poznatih imena koje je dao Radio Split: uz Marinkovića, tu su Boris Dedić, Edo Pezzi, Bruno Stivičević i drugi.
Na glasu kao glas savjesti grada Splita, da jednako prisno i jednostavno razgovara s profesorom i ribarom. Zbog toga ga je Slobodna Dalmacija dodijelila nagradu Joško Kulušić za životno djelo.

## Nagrade i priznanja
- 1987.: nagrada Grada Splita za humanost[1]
- 1994.: skupna nagrada HRT-a za Pomorsku večer[1]
- 2001.: godišnja nagrada Hrvatskog radija[1]
- 2013.: nagrada HRT-a za životno djelo Ivan Šibl[1]
- 2015.: godišnja nagrada Hrvatskoga helsinškog odbora za izvanredne zasluge u zaštiti i promicanju ljudskih prava[1]
- 2017.: nagrada Joško Kulušić za životno djelo u novinarstvu. Na tradicionalnoj dodjeli nagrada za umjetnost, znanost i novinarstvo Slobodne Dalmacije Nagradu su mu uručili akademik Jakša Fiamengo i akademik Davorin Rudolf.[3][1][5]